# Пархоменко Тетяна Сергіївна
Тетяна Сергіївна Пархоменко - українська вчена в галузі філософії, культурології та історії культури. Професор і завідувачка кафедри культурології Київського національного університету культури і мистецтв у 2008-2016 роках.

## Біографія
У 1997 році в Інституті філософії імені Григорія Сковороди НАН України захистила дисертацію доктора філософських наук на тему «Соціокультурна концепція моральних феноменів (сучасні англо-американські філософські школи)».
У січні 2016 року опублікувала статтю в інтернет-виданні Українська правда, в якій викрила завідувачку кафедри філософії КНУКіМ Катерину Кириленко в копіюванні чужих текстів при підготовці докторської дисертації з педагогіки, захищеної в листопаді 2015 року.
Після звільнення з КНУКіМ з березня 2017 року працює керівником відділу етики при секретаріаті НАЗЯВО.

## Громадська діяльність
Тетяна Пархоменко стала відомою після оголошення нею значних дослівних запозичень у тексті докторської дисертації Катерини Кириленко. Втративши після цього роботу в Київському національному університеті культури і мистецтв, професор Пархоменко перейшла на роботу у Національне агентство із забезпечення якості вищої освіти, і взялася за аналіз дисертацій політиків та освітніх чиновників. За її активної участі виявлено недоброчесні текстові запозичення в працях Арсенія Яценюка, Станіслава Ніколаєнка, Інни Костирі та інших.
Пізніше, у вересні 2017 року, Тетяна Пархоменко знайшла у докторській дисертації Катерини Кириленко, крім плагіату, також фальсифікації та підробки.
Пархоменко виступає за жорсткі покарання при виявленні академічної недоброчесності та плагіату в роботах науковців.